# Essam El Gindy
Essam El Gindy (ur. 14 lipca 1966 w Kairze) – egipski szachista i trener szachowy (FIDE Trainer od 2013), arcymistrz od 2008 roku. Do końca 2000 r. występował jako Mohamed Esam Ahmed Nagib.

## Kariera szachowa
Pierwszy znaczący sukces odniósł w 1996 r., zwyciężając (wspólnie z Fouadem El Taherem) w otwartym turnieju w Kairze. W następnym roku podzielił II m. (za Klausem Bischoffem, wspólnie z Anatolijem Wajserem i Manuelem Apicellą) w Tunisie. W 1998 r. zwyciężył w turnieju strefowym w Tancie i zdobył awans do pucharowego turnieju o mistrzostwo świata, który rozegrany został w 1999 r. w Las Vegas (w I rundzie przegrał z Ulfem Anderssonem). W 2002 r. zdobył tytuł indywidualnego mistrza Egiptu. W 2003 r. odniósł największe sukcesy w karierze: samodzielnie triumfował w mistrzostwach państw arabskich i w mistrzostwach Afryki oraz podzielił I m. (wspólnie z Edvinsem Kengisem i Spartakiem Wysoczinem) w turnieju Golden Cleopatra w Kairze. W 2004 r. po raz drugi w karierze wystąpił w turnieju o mistrzostwo świata, ponownie odpadając w I rundzie (po porażce z Aleksiejem Aleksandrowem). W 2007 r. zajął III m. w mistrzostwach Afryki i zdobył awans do turnieju o Puchar Świata w Chanty-Mansyjsku, ulegając w I rundzie Rusłanowi Ponomariowowi. Zdobył również w tytuł wicemistrza krajów arabskich (za Basheerem Al Qudaimim). W 2008 r. zwyciężył w kołowym turnieju w Ałuszcie.
Wielokrotnie reprezentował Egipt w turniejach drużynowych, m.in.:
- dwukrotnie na olimpiadach szachowych (w latach 1996, 1998)[9][10],
- na drużynowych mistrzostwach świata (w roku 2011)[11],
- trzykrotnie na igrzyskach afrykańskich (w latach 2003, 2007, 2011); trzykrotny medalista: wspólnie z drużyną – trzykrotnie złoty (2003, 2007, 2011)[12],
- na drużynowych mistrzostwach panarabskich (w roku 2007); medalista: wspólnie z drużyną – złoty (2007)[13].

Najwyższy ranking w dotychczasowej karierze osiągnął 1 października 2008 r., z wynikiem 2527 punktów zajmował wówczas 3. miejsce wśród egipskich szachistów.